# Њижна Воља
Њижна Воља (слч. Nižná Voľa) насељено је мјесто са административним статусом сеоске општине (слч. obec) у округу Бардјејов, у Прешовском крају, Словачка Република.

## Становништво
| Година:    | 1994. | 2004.    | 2014.   | 2024.   |
| ---------- | ----- | -------- | ------- | ------- |
| Број људи: | 270   | 298      | 288     | 269     |
| Разлика:   |       | +10,37 % | -3,35 % | -6,59 % |

| Година:    | 2023. | 2024. |
| ---------- | ----- | ----- |
| Број људи: | 269   | 269   |
| Разлика:   |       | +0 %  |

Према подацима о броју становника из 2024. године насеље је имало 269 становника.